# Met Éireann
Le Met Éireann (/mʲɛtʲ ˈeːrʲən̪ˠ/, litt. « Météorologie d'Irlande ») est le service météorologique de l'État d'Irlande. Il fait partie du département du Logement, de l'Administration locale et du Patrimoine (en).

## Histoire
L'histoire de la météorologie en Irlande commence en 1860 alors que les premières observations météorologiques sont transmises de l'observatoire de l'île de Valentia, dans le comté de Kerry, vers le Met Office britannique. Un réseau de stations météorologiques est graduellement ajouté le long de la côte irlandaise comme dans le reste du Royaume-Uni. Après l'indépendance en 1922, l'État libre d'Irlande poursuit l'association avec le Met Office pour la prise de données et les services météorologiques mais avec le développement des services aériens transatlantiques dans les années 1930, le gouvernement évalue que le pays doit se doter d'un service distinct.
En 1936, le Service météorologique irlandais est donc créé avec son quartier général sur la rue St. Andrew à Dublin. L'année suivante, il prend la relève du Met Office qui à cette époque comprenait :
- L'observatoire de Valentia, station avec personnel sur place ;
- 4 stations télégraphiques (Malin Head, Blacksod Point, Roches Point et Birr) ;
- 18 station climatologiques ;
- 172 stations de relevés pluviométriques.

En ce début du service, le personnel est secondé par le Met Office mais en 1941, il vole de ses propres ailes dès 1941. Durant la Seconde Guerre mondiale, l'Irlande neutre transmet quand même ses observations météorologiques aux Alliés. En particulier, les données de la station de Blacksod Point, comté de Mayo, sont essentielles pour la planification du débarquement de Normandie le 6 juin 1944.
Le service météorologique est étendu après la guerre et son quartier général déplacé à la rue O'Connell de Dublin. En 1948, sous la direction de Mariano Doporto Marchori, il produit des bulletins météo pour Radio Éireann, en 1952 pour un grand nombre de quotidiens et finalement à la télévision irlandaise en 1962, en plus d'enregistrer les prévisions sur répondeur téléphonique. L'Irlande joint l'Organisation météorologique mondiale durant les années 1950, est un des fondateurs du Centre européen de prévision météorologique à moyen terme en 1975 et de EUMETSAT en 1983. En 1976, le service est renommé Met Éireann et déménage à son siège social actuel à Glasnevin, Dublin, en 1979.

## Programme

### Observations
Le Met Éireann maintient un réseau de stations météorologiques avec personnel à :
- Belmullet, Comté de Mayo
- Ballyhaise, Comté de Cavan
- Gurteen, Comté de Tipperary
- Claremorris, Comté de Mayo
- Roches Point, Comté de Cork
- Sherkin Island, Comté de Cork
- Mace Head, Comté de Galway
- Ballyhaise, Comté de Cavan
- Oak Park, Carlow, Comté de Carlow
- Malin Head, Comté de Donegal
- Mullingar, Comté de Westmeath
- Johnstown Castle, Comté de Wexford
- Observatoire de Valentia Cahersiveen, Comté de Kerry[4]

Des plus, il opère les stations automatiques suivantes : 
- Moorepark, Fermoy, Comté de Cork
- Grange, Dunsany, Comté de Meath
- Mount Dillon, Comté de Longford
- Markree Castle, Comté de Sligo
- Finner Camp, County Donegal
- Athenry, Comté de Galway

### Modèles de prévisions météorologiques
Met Éireann utilise les modèles de prévision numérique du temps européens pour le moyen terme (48 heures à 7 jours. Le service a développé son propre modèle appelé HIRLAM pour le court terme, jusqu'à 48 heures, en coopération avec les autres services météorologiques européens. Il possède en 2010 une grille de résolution de 10 km et est roulé quatre fois par jour par le centre d'informatique de haute performance irlandais depuis 2005. Le développement d'une grille à 5 km est en cours en 2010.

### Prévisions à l'aviation
L'Irlande est très stratégiquement placée sur les routes aériennes transatlantiques entre l'Amérique du Nord et l'Europ. La prévision météorologique à l'aviation représente donc une part importante du travail de Met Éireann. En 2005, Eurocontrol a versé 7,8 millions € pour les prévisions et les observations irlandaises. Ces services spécialisés sont situés aux aéroports de Casement (militaire), Cork, Dublin, Knock et Shannon.

### Source
- (en) Cet article est partiellement ou en totalité issu de l’article de Wikipédia en anglais intitulé « Met Éireann » (voir la liste des auteurs).